# TVXQ
TVXQ (кор. 동방신기, читається як Донг Бан Сін Кі) — південнокорейський поп-гурт. Один із найпопулярніших на сьогодні в Азії, що спочатку складався з п'яти молодих людей, відомих як Юноу Юнхо, Хіро Джеджун, Сіа Джунсу, Міккі Ючон і Макс Чанмін. З 2010 року склад гурту зменшився до дуету Юноу Юнхо та Макс Чанмін. Вони спеціалізуються на танцях, співі, акторській майстерності, їх музика— суміш поп-музики, R&B, хіп-хопу та в меншій мірі рок-звучання. Учасники гурту з моменту дебютного виступу показали себе як талановиті співаки і танцюристи. На сьогодні, займають центральне положення в азійському шоу-бізнесі.
Назва гурту Dong Bang Shin Ki (DBSK) перекладається як «Висхідні Боги Сходу». Також вони відомі як кит. трад. 東方神起, спр. 东方神起, Tong Vfang Xien Qi (TVXQ) для китайських фанів та Tohoshinki (THSK) в Японії.
2008 року, у зв'язку з виходом їх 16 японського синглу Purple Line, що дебютував першим в чарті Oricon, TVXQ стали п'ятими не японськими азійськими співаками і першим чоловічим іноземним гусртом, сингл котрого отримав лідерство у чарті.
Після випуску 23 синглу Dōshite Kimi o Suki ni Natte Shimattandarō?, TVXQ встановили новий рекорд, ставши авторами трьох синглів, що посіли перше місце в чартах відразу після випуску. 2009 року, з виходом їхнього 25 синглу Bolero, TVXQ побили свій власний рекорд та стали першими не японськими співаками, котрі мають п'ять синглів зі статусом «номер один» в тижневому чарті Oricon.
У лютому 2010 року випущено перший японський альбом-збірник. За перший тиждень було продано 413000 копій і побито рекорд співака Бон Джові, зафіксований 1995 року (379 000 копій).
Після судового процесу у 2010 році три учасники TVXQ (Хіро Джеджун, Сіа Джунсу, Міккі Ючон) почали виступати як тріо JYJ. З іншого боку, Юноу Юнхо та Макс Чанмін продовжили кар'єру під оригінальною назвою гурту Dong Bang Shin Ki.

## Склад
Поточний склад
- Чон Юнхо— Юноу Юнхо (баритон, лідер гурту)
- Сім Чанмін— Макс Чанмін (тенор)

Колишні учасники
- Кім Джунсу— Сіа Джунсу (тенор)
- Пак Ючон— Міккі Ючон (бас-баритон)
- Кім Джеджун— Хіро Джеджун (тенор)

## Інформація про учасників
Dong Bang Shin Ki офіційно дебютували на концерті БоА та Брітні Спірс, у грудні 2003 року (неофіційні виступи мали місце і раніше). Вони виконали пісню Hug з їхнього першого синглу, а також композицію O Holy Night, представлену спільно з БоА.
Першим учасником TVXQ став Сіа Джунсу. Коли йому було 12 років, він брав участь у телевізійному конкурсі молодих талантів. Вокальні дані Сіа приголомшили суддів, хлопець пройшов відбір і почав професійно тренувати вокал із суддями конкурсу. Джунсу взяв собі псевдонім «Сіа», тому що той звучить коротко, як «Азія», і відповідає планові юнака стати знаменитим не тільки в Кореї, але й у всьому світі.
Другим учасником TVXQ став Юноу Юнхо, що потрапив до гурту завдяки перемозі на танцювальному конкурсі. До цього він був бек-танцюристом і реп-вокалістом у корейської співачки Dana. Також супроводжував корейських співаків в Китаї. Він обрав псевдонім «U-Know», тому що той був співзвучним зі справжнім іменем хлопця — Юн Хо. Юн Хо є лідером TVXQ.
Третій учасник, Хіро Джеджун, залишив рідну провінцію Чхунчхон-Намдо, щоб взяти участь у прослуховуванні SM Entertainment. Перед включенням до гурту, Хіро пройшов через злидні та голод (хлопець здавав кров для сплати рахунків за житло). Псевдонім «Hero» (англ. «Герой») обраний завдяки його корейському псевдоніму Йонун, що перекладається як «Герой». Хіро проходив прослуховування перед 5000-ною аудиторією. Його голос було визнано найкращим, Хіро переміг у прослуховуванні, і завдяки цьому, став учасником TVXQ. У Хіро велика сім'я — батько, мати (прийомні батьки, з якими співак живе майже з народження) та 8 сестер. В листопаді 2006 року виник скандал, коли виявилось, що Хіро всиновили. Чоловік на прізвище Хан пред'явив свої права на батьківство Хіро, заявивши, що він є його біологічним батьком і бажає почати судовий процес проти прийомних батьків. Фанати гурту звинувачували чоловіка у пошуці матеріальної наживи, адже за весь час той жодного разу не контактував із сином. В результаті, Хан відмовився від претензій, а сам Хіро дізнався, що в дійсності був усиновлений кількома роками раніше. Зараз Хіро спілкується зі своєю біологічною матір'ю та зведеною сестрою.
Четвертий учасник гурту, Макс (Сім) Чанмін, є наймолодшим. Він приєднався до гурту під ім'ям Чхвекан Чанмін (англійська версія його псевдоніму — «Max»). Корейською мовою Чхвекан означає «найкращий», і саме тому Чанміна обрав собі псевдонім «Max».
За шість місяців до дебюту гурту до нього приєднався останній, п'ятий учасник — Мікки Ючон. Він жив 4 роки у штаті Вірджинія (США) і потрапив в SM Entertainment завдяки перемозі на конкурсі співаків. Після перемоги у конкурсі йому запропонували контракт з SM Entertainment. Псевдонім Ючона «Micky» на ханча означає «Таємна зброя», що символізує бажання Міккі бути таємною зброєю в музичній індустрії. Також «Micky»  було ім'ям Ючона, коли він мешкав у Вірджинії. Молодший брат Ючона — Юхван (Рікі) — з 2012 року також стає просуватися у корейському шоу-бізнесі як актор та модель.
Через три місяці після дебюту Dong Bang Shin Ki починають періодично займати перші місця в корейських музичних чартах. Відтоді вони є гуртом № 1 в Кореї.
Офіційний клуб фанатів TVXQ йменується «Cassiopeia» на честь сузір'я з 5 яскравими зірками, що відповідають 5 учасникам гурту.

## Історія гурту

### 2003 рік: Дебют
Перед дебютом групи було декілька варіантів назви для гурту. Основними з них були О Jang Yook Bu (오장육부 — мається на увазі п'ять життєво важливих органів людського тіла), Jun Muhk Go (전설을 먹고 사는 고래 — Кит, Котрий їсть Легенди), та Dong Bang Bul Pae (동방불패 — Попіл Часу [Ashes of Time — відомий китайський фільм]). Учасники гурту обрали назву Dong Bang Bul Pae і продюсер гурту Лі Суман навіть запитував у директора кінострічки дозволу, щоб використовувати дану назву. Однак пізніше назва була відхилена, тому що її написання ієрогліфами (ханча) було естетично некрасивим і тому гурт отримав назву Dong Bang Shin Ki.
Перша поява TVXQ відбулася 26 грудня 2003 року на концерті БоА і Брітні Спірс. Хлопці виконали свою дебютну пісню «Hug», а також «O Holy Night» а капелла із співачкою БоА. Перед своїм першим альбомом у 2004 році, TVXQ випустили два сингли («Hug» і «The Way U Are»). А вже у жовтні вийшов їх перший альбом Tri-angle.

### 2005 рік: другий корейський альбомRising Sun
Протягом 2005 TVXQ намагаються збільшити свою популярність в Японії. Гурт відмітив свій офіційний дебют в Японії 27 квітня 2005 року випустивши сингл Stay with Me Tonight.
В цьому ж році, але раніше вже була випущена англійська версія їх синглу «Hug» та першого корейського альбому Tri-angle, але вони не отримали досить великої уваги з боку слухачів.
Тим не менш, TVXQ продовжили роботу і випустили два одиночних сингла «Somebody To Love» і «My Destiny».
В цей же час в Кореї, гурт випустив свій другий альбом Rising Sun, що посів місце #1 в щомісяних чартах і #4 в чартах щорічних продаж, після чого гурт потрапив в Топ 100 найкращих виконавців. Але в інших країнах альбом офіційно вийшов у 2007 році. За тиждень до виходу альбому в Кореї, Джеджун зламав ногу, через що не може брати участь у промоушені альбому.
TVXQ пізніше випускають сингл «Show Me Your Love» разом з корейським гуртом Super Junior.
В кінці року TVXQ отримали нагороду в номінації «Найкраще музичне відео» за кліп «Rising Sun» і звання Найкращого корейського гурту на фестивалі Mnet KM Music Video Festival.
14 червня 2005 року TVXQ та БоА були назначені мером Лос-Анджелесу медіаперсонами року, що представляють Південну Корею в США.

### 2006 рік: третій корейський альбом, закордонний промоушен та повернення до Кореї
Перш ніж повернутись на батьківщину в Південну Корею зі своїм третім альбомом, гурт намагаються популяризувати в інших західноазійських країнах. TVXQ проводять свій перший азійський тур, включаючи концерти в Малайзії і Таїланді. TVXQ були першими корейськими виконавцями, які виступали зі своїм концертом у ході туру «Rising Sun» в Малайзії в Bukit Jalil.
Незабаром гурту довелось напружено попрацювати в зв'язку з підготовкою першого японського туру для промоушену першого японського альбому Heart, Mind and Soul. Учасники гурту зосередилися на тому, щоб покращити свої знання японської мови. В цьому ж році TVXQ виступають на A-nation (щорічний японський літній концерт, що організовує Avex Trax), і випускають п'ять японських синглів. TVXQ стали першим азійським гуртом, що виграли дві таїландські музичні премії за найкращий кліп («Rising Sun»), премію Найкращій Азійський Артист і іще декілька нагород. Їх сьомий японський сингл Sky отримав місце #6 в недільному чарті Oricon, а восьмий сингл «Miss you /„O“‐正・反・合» посів місце #3 в щотижневому чарті в Японії. Крім того, гурт двічі очолював і корейський, і японський чарти на малазійському радіо-шоу «988» із синглами «Begin» та «Fighting Spirit of Dong Bang».
Гурт повернувся до Кореї в кінці серпня 2006 року і зайнявся підготовкою до випуску третього альбому «O»-Jung.Ban.Hap. («O»-正.反.合.). Вийшов він 29 вересня. Назва альбому перекладається як ′О′ — Тезіс. Антитезіс. Синтез., і символізує собою занепад і пороки суспільства, а також можливість людства їх виправити. Після того, як альбом досяг першого місця у корейських музичних чартах, «O» — Jung.Ban.Hap. був перевиданий в листопаді 2006 року. В перевиданні більше приділялась увага до другої пісні, Balloons, і імідж гурту в зв′язку з цим дещо змінився. В перший місяць після виходу «O»-Jung.Ban.Hap. було продано більш ніж 100,000 копій в Південній Кореї, альбом був визнаний найбільш продаваним альбомом за 2006 рік.
Також в 2006 році учасники знялися в мінісеріалі Vacation. Був випущений DVD «All About TVXQ», який посів перше місце за продажами в 2006 році. Також цей рік примітний виходом DVD «HISTORY in JAPAN Vol.1», що присвячений діяльності гурту в Японії за минулий 2005 рік, і сольним проектом одного з учасників. 8 вересня 2006 року був випущений дебютний сингл молодої співачки Чжан Ліінь «Timeless», який вона записала разом з Сіа Джунсу.
2006 рік ознаменувався декількома скандалами, які пов′язані з гуртом. В пресу просочилися новини про суперечності між приємними і біологічними батьками Хіро; інцидент з отруєнням лідера гурту Юнхо анти-фанатом; скандали, пов′язані з перемогою TVXQ на головних музичних церемоніях у Кореї. Присудження гурту кожного звання Артист Року (Daesang) викликало хвилю критики в адресу відповідного шоу. На фестивалі MKMF Music Festival 2006 TVXQ отримали 4 нагороди, в тому числі Найкращий Гурт і Артист Року. На 16-му фестивалі Music Seoul Festival гурт виграв 3 нагороди, включаючи Daesang, що прирівнюється до звання «Артист Року». Далі був ще один Daesang на 21-й церемоній вручення Golden Disk Awards 2006. І нарешті гурт заробив звання найкращого артиста року на церемонії SBS Gayo Awards 2006.

### 2007: діяльність в Японії
Після того як TVXQ виграли більшість музичних нагород в 2006 році в Кореї, гурт майже на рік перемістився до Японії і зосередився на діяльності там. 2007 рік відзначається початком другого азійського концертного туру 2nd Asia Tour Concert 'O', а також другим японським концертним туром, який почався після виходу другого японського альбому Five in the Black. Також гурт випустив 7 синглів, які за даними Oricon, збільшували їх популярність в середньому на 5 % після виходу кожного (для порівняння, в 2006 році ця цифра була 3 %).
Сингл Lovin' You, випущений 13 червня 2007 року, дебютував з другого місця в щотижневому чарті Орікон, і став їх першим японським синглом, що домігся подібного успіху. Не менший успіх мали і наступні сингли: Summer Dream — досягший першого місця в щоденному Оріконі і ставший найуспішнішим синглом гурту за 2007 рік (112 771 копій було продано за перший тиждень); подвійний сингл SHINE / Ride On стартував з другого місця в щоденному чарті Орікон в жовтні. В листопаді гурт узяв участь в спільному проекті з японською співачкою Кодой Кумі, разом вони випустили сингл Last Angel, який посів трете місце в щотижневому Оріконі; пісня «Last Angel» увійшла в саундтрек кінострічки Оселя зла 3. У тому ж місяці гурт випустив свій 14-й японський сингл Forever Love, що стартував з третього місця в чарті. В грудні 2007 року сингл Together, що став заголовною піснею в анімаційному фільмі Cinnamon, стартував з другого місця в щоденному чарті.
На початку квітня в радіо-мережі Japan FM Network був запущений проект під назвою TVXQ Bigeastation, ведучими якого стали самі учасники гурту.
Гурт був представником Кореї на MTV's Video Music Awards Japan і переміг в номінації Best Buzz Asia in Korea. Гурт випустив другий сезон DVD «HISTORY in JAPAN Vol.2». Також двоє учасників спробували себе в сольних проектах. Сіа Джунсу був запрошений для участі в рекламі нових телефонів марки Anycall торгового концерну Samsung. Спеціально був організований гурт Anyband, який складався з 4 запрошених музикантів: БоА, Сіа Джунсу з TVXQ, Tablo з Epik High та джазової піаністки Джін Бора. В рамках цієї компанії музиканти знялися в 9-хвилинному рекламному ролику, в якому прозвучали 2 пісні з офіційного синглу Anyband. 27 листопада 2007 року в Central City Millennium Hall в Сеулі відбувся концерт Anyband, під час якого окрім TPL (Talk Play Love) та Promise U прозвучала нова пісня проекту — Daydream (рімейк пісні Scream німецького тріо Monrose). А 14 листопада 2007 року вийшов перший японський альбом корейського гурту TSZX The Grace (천상지희 더 그레이스) відомого в Японії як Tenjochiki (TJCK), в склад якого увійшла пісня, записана разом з Хіро з TVXQ — Just For One Day.
В Південній Кореї в 2007 році було випущено всього декілька пісень — перший цифровий сингл 여행기 (Yeo Haeng Gi), A Thousand Years Love Song (увійшла в саундтрек до корейської драми The Legend), 하루달 (Harudal) та All in Vain (з саундтреку до серіалу Air City), 한여름의 크리스마스 (One Summer Night's Christmas) та Evergreen. Evergreen зайняла особливе місце в серцях фанатів, так як музику до неї написав Міккі, а вірші — Макс. Незважаючи на довгу відсутність в Південній Кореї, популярність гурту на батьківщині не знижувалась. Гурт з′являвся як гості на різноманітних концертах, наприклад, 2007 DREAM Concert і церемонії Mnet 20's Choice Awards. В ході віртуальних виборів, що проводились MTV Korea, гурт був обраний президентом корейської музики з-поміж тридцяти претендентів. В честь цієї перемоги MTV та Boombox оголосили 23 грудня днем TVXQ. В Таїланді TVXQ стали найбільш продаваними артистами за 2007 рік, а їхній сингл SHINE / Ride On посів перше місце в щорічному чарті Top 10 of No.1 on Year Chart 2007 каналу Channel V Thailand.

### 2008 рік: 3-й японський та 4-й корейський альбоми
Гурт почав рік випуском 16-го японського синглу Purple Line. В січні 2008 року пісня «Purple Line» очолила щотижневий чарт Орікон і стала першим синглом гурту, що домігся такого успіху в Японії; також TVXQ стали першим чоловічим закордонним гуртом, що посів перше місце в тижневому Оріконі. В Кореї була випущена корейська версія цієї пісні. 22 січня 2008 року виходить їх третій японський альбом T. Як бонус до цього альбому увійшла пісня Kiss Shita Mama, Sayonara (Kissしたまま、さよなら), яку написали учасники гурту Міккі і Хіро, та нова версія пісні Last Angel. T стартував в чарті Орікон відразу з другого місця.
Дочірня компанія Avex — Rhythm Zone — в 2008 році вирішила спробувати нову маркетингову стратегію для TVXQ, і в лютому-березні 2008 року гурт випустив 5 послідовних синглів: Two hearts / WILD SOUL (CHANGMIN from 東方神起), Runaway / My Girlfriend (YUCHUN from 東方神起), If…!? / Rainy Night (JUNSU from 東方神起), Close to you / Crazy Life (YUNHO from 東方神起), Keyword / Maze (JEJUNG from 東方神起). Кожний сингл містив у собі сольну композицію одного з учасників і пісню, що була частиною композиції TRICK з альбому T.
28 березня Universal Studios Japan оголосила TVXQ послами доброї волі в Азії. Також в березні вийшов черговий сезон DVD «HISTORY in JAPAN Vol.3».
У квітні вийшов 22-й сингл гурту Beautiful You / Sennen Koi Uta (千年恋うた). Сингл посів перше місце в щоденному і тижневому чарті Орікон. Таким чином гурт став другим закордонним гуртом, що зміг досягти першого місця в тижневому чарті Орікон 2 рази.
В травні 2008 року TVXQ узяли участь в 6-му Корейському Музичному Фестивалі в Лос-Анджелесі США. Після виступу на цьому фестивалі учасники відправились до Аризони для зйомок свого нового фотобуку. Гурт виступив на закритті 14-го Щорічного Dream Concert, що відбувся на Олімпійському стадіоні в Сеулі 7 червня 2008 року. А 12 червня концертом в Пекіні закінчився їхній 2-й Азійський тур. Концерти відвідало понад 200 000 осіб. Тур розпочався 23 лютого 2007 року в Сеулі. Відбулося 13 концертів у Тайбеї, Бангкоці, Куала-Лампурі, Шанхаї і Пекіні. Якщо брати до уваги обидва японських тури, які в 2007 та 2008 зібрали 55 000 і 150 000 чоловік відповідно, то загальна відвідуваність концертів склала 390 000 чоловік.
22 липня 2008 року TVXQ стали першими закордонними виконавцями, що змогли завоювати перше місце в тижневому Орікрні тричі, коли вийшов їх черговий сингл Why Did I Fall In Love With You? (どうして君を好きになってしまったんだろう?), тільки за перший тиждень було продано 68,000 копій. Також літом відбувся ювілейний фестиваль A-Nation, і гурт, будучи обличчям Avex, був серед запрошених виконавців. В Японії TVXQ посіли 16-е місце в топі найпопулярніших чоловічих виконавців за даними Yahoo! Japan.
У серпні гурт повертається до Кореї, щоб узяти участь в концерті SMTown Live 2008. Разом з ними на цьому концерті виступала БоА, а також інші виконавці і гурти, які останнім часом отримали популярність. Такі як: Cheon Sang Ji Hee the Grace, Zhang Liyin, Girls' Generation, Shinee и Super Junior. 21 вересня 2008 року гурт виступив з осіннім міні-концертом Giving Young Adults Hopes and Dreams-Fall Mini Concert, що передував випуску 4-го корейського альбому. Концерт відбувся в Сеулі. А 26 вересня вийшов альбом під назвою MIROTIC; випуск альбому спочатку був запланований на 24 вересня, але через велику кількість попередніх замовлень (більш ніж 300,000 копій) реліз альбому довелося відкласти. Альбом відразу ж очолив перші місця в багатьох музичних чартах. MIROTIC став найбільш продаваним альбомом в Кореї за 2008 рік. В січні 2009, продажі альбому нараховували 502,837 копій, що зробило MIROTIC першим альбомом за останні 6 років, продаж якого перевищив 500,000 копій.
Японська версія заголовної пісні 4-го альбому Jumon: MIROTIC була випущена 15 жовтня. Сингл став п′ятим синглом для гурту, що досяг першого місця в щотижневому Орікон чарті, і четвертим, що досяг першого місця тижневому Оріконі. Тим самим TVXQ побили власний рекорд в Японії.
Восени 2008 відбувся перший сольний проект Міккі Ючона — він записав пісню Tokyo Lovelight разом з відомим японським діджеем Макаі (DJ Makai). В кінці року гурт записав кавер-версію популярної пісні We Are з саундтреку до знаменитого японського анімаційного серіалу One Piece.
Наприкінці 2008 року гурт брав участь у головних музичних церемоніях нагородження в Кореї: Mnet KM Music Festival і 2008 Golden Disk Awards. На фестивалі MKMF Music Festival 2008 TVXQ отримали 5 нагород, у тому числі і Daesang за Альбом Року MIROTIC. Далі ще один Daesang (Артист Року) та Bonsang на церемонії вручення Golden Disk Awards 2008.
Також наприкінці 2008 року TVXQ були запрошені на престижний музичний фестиваль в Японії під назвою Kōhaku Uta Gassen Music Festival на New Year's Eve. Вони були першим корейським гуртом, запрошеним на це дійство. 31 грудня TVXQ виступали і змагались з найкращими японськими виконавцями 2008 року.
2008 року фанклуб гурту занесено до «Книги рекордів Гіннеса» як «Найбільший фан-клуб світу».

### 2008 рік: повернення до Японії, 4-й японський альбом
25-й сингл гурту «Bolero/Kiss the Baby Sky/Wasurenaide», був випущений в січні 2009, дебютував на першому місці Орікону, що зробило TVXQ першим і єдиним не-японським азійським гуртом, що п′ять раз тримався на першому місці Орікону зі своїми синглами. Пісня «Bolero» була використана як заголовна пісня до японського фільму «Субару», в якому учасники гурту зіграли епізодичну роль.
4-й японський альбом гурту вийшов 25 березня 2009 і був названий ~The Secret Code~. Альбом дебютував на другій сходинці Орікону. В ~The Secret Code~ увійшли: Doshite Kimi wo Suki ni Natte Shimattan Daro?, We Are!, Bolero — всього 14 пісень, а також аудіозвернення всіх учасників і їхнього великого шанувальника Секіне Тсутому.
Четвертий японський концертний тур був заявлений під тою ж назвою, що і альбом: 4th LIVE TOUR 2009 ~ The Secret Code ~. Він розпочався 2 травня концертом в Кобі і завершився 21 червня концертом в Нагої. Фінальний виступ концертного туру було проведено в Tokyo Dome, що зробило їх першим корейським гуртом, що виступав там.
The 3rd Asia Tour MIROTIC (третій азійський тур) стартував 20 лютого трьома концертами в Сеулі. По Азії у гурту було 12 концертів в 5 країнах: Республіка Корея, Пекін, Шанхай, Бангкок та Тайбей.
Реліз 26-го японського синглу Survivor відбувся 11 червня 2009. А 27-й японський сингл Share The World / We Are! вийшов 22 квітня 2009. 28-й сингл Stand by U побачив світ 1 липня 2009 і стартував з другої сходинки Орікону.
Live DVD гурту під назвою «4th Live Tour 2009 — The Secret Code — Final in Tokyo Dome» був випущений 30 вересня. Згідно Орікон-рейтингу DVD-дисків. було продано більш ніж 171,000 екземплярів, що є їхнім особистим рекордом за продажем в цій категорії. Крім того, це перший раз за двадцять років, коли не-японський азійський виконавець посів перше місце в рейтингу DVD, робивши попередній рекорд закордонних виконавців (The Beatles «Beatles Anthology (Special Price Edition Edition)», випущений в березні 2003 року і Led Zeppelin «Led Zeppelin DVD», випущений в червні 2003 року й займав це місце серед закордонних виконавців 6 років і 3 місяці).
Назва гурту знову була вписана до сторінок «Книги рекордів Гіннеса» як «Найчастіше фотографованих знаменитостей у світі».

### 2010-й рік: призупинення діяльності
27 січня 2010 року вийшов 29-й сингл гурту Break Out!, завдяки якому був установлений новий рекорд. Цей сингл за розрахунками Орікон був проданий в кількості 256 000 копій за перший тиждень, що побило рекорд продажів для іноземних артистів, установлений Елтоном Джоном, і тримався 12 років і 4 місяці.
У лютому пісня гурту «With All My Heart — 君 が 踊る, 夏 -» була обрано як опенінг для японської кінострічки «君 が 踊る, 夏 / Kimi Ga Odoru, Natsu», що вийшла на екрани у вересні 2010 року. 24 березня 2010 року TVXQ випустили новий сингл під назвою «Toki o Tomete».
Однак у зв'язку з тим, що три учасники гурту (Хіро Джеджун, Сіа Джунсу, Міккі Ючон) подали позов проти SM Entertainment, 3 квітня 2010 року було оголошено, що Avex припиняє всю діяльність гурту TVXQ в Японії і буде допомагати кожному учаснику гурту в сольній кар'єрі.
23 листопада 2010 року SM Entertainment оголосив, що TVXQ повернеться як дует, що складається з Юноу Юнхо та Макса Чанміна. За словами компанії, повернення гурту на сцену Кореї відбудеться в кінці січня 2011 року.
24 листопада 2010 року Avex Entertainment, також відомий як SM Entertainment Japan, виступив з заявою про відновлення контрактів виконавців компанії SM, що підписали контракт з Avex раніше.

### Позов проти SM Entertainment
31 липня 2009 року три учасники гурту — Хіро Джеджун, Сіа Джунсу і Міккі Ючон — подали позов до Центрального районного суду Сеулу для визначення законності їх контрактів з SM Entertainment. Тріо зробило заяву через своїх адвокатів, що 13-річний контракт був надзвичайно довгим і що дохід гурту не був в достатній мірі розподілений між учасниками гурту, основна частина доходу відходила компанії. Цих новин було достатньо, щоб акції SM впали більше ніж на 10 % по KOSPI.
Центральний районний суд Сеулу виніс рішення в бік тріо. Було підтверджено, що контракти були несправедливими і учасники гурту були позбавлені значної частини прибутку в бік компанії. У відповідь на це, SM Entertainment скликало прес-конференцію і заявило, що позов є обманним, і істинна причина його подачі була не в несправедливих контрактах або утисках прав людини, а в жадібності трьох учасників і все це — плід непомірного апетиту хлопців в косметичному бізнесі. На що тріо відповіло сподіванням, що SM Entertainment будуть поважати рішення суду.
У відповідь на позов, 120,000 шанувальників гурту TVXQ подали петицію проти довгострокових контрактів SM Entertainment в районний суд Сеулу. Окрім цього, корейський фанклуб Cassiopeia, також подав позов на отримання компенсацій від SM Entertainment за відміну концерту SM Town Live 2010, так як компанія і TVXQ, спочатку заявляли, що концерт відбудеться як заплановано. Однак, концерт був відмінений компанією за тиждень до запланованої дати.

### 2011 рік: повернення на сцену
5 січня 2011 року новий альбом TVXQ «Keep Your Head Down» (The special edition) був проданий у кількості 30,000 копій за день і займав перше місце в Gaon Chart протягом двох тижнів. Перевидана версія альбому «Keep Your Head Down» посіла 9-у сходинку в чартах.
Японський сингл «Why? (Keep Your Head Down)», випущений Avex Trax в Японії 26 січня 2011 року, проданий у кількості 231,000 копій в перший тиждень і досяг першого місця серед синглів в щоденному, щотижневому, а потім і в щомісячному чарті Oricon.
20 липня дует випустив японський сингл «Superstar», який був проданий у кількості більш ніж 172 000 екземплярів і йому було присуджено статус золотого в кінці місяця.
TVXQ виступила на A-Nation 2011 після двох років відсутності. A-Nation відбулося в 5 містах, в тому числі Ехіме, Нагоя, Осака і Токіо. Під час живого виступу в Токіо, TVXQ виявилися першими іноземними виконавцями, які стали «Big Bird» (ті хто закриває концерт) на A-Nation. Раніше такої честі досягала Аюмі Хамасакі протягом останніх 8 років.
У вересні 2011 року Чон Юнхо і Сім Чанмін брали участь в SMTOWN Live In Tokyo разом з іншими гуртами SM Entertainment, що відбувався в Токіо Доум, під час якого презентували свою нову пісню «B.U.T (BE-AU-TY)».
У ході підготовки до випуску їхнього першого японського альбому після дворічної перерви, повна версія кліпу на пісню «B.U.T (BE-AU-TY)» (один із синглів альбому) була викладена на численні сайти 19 вересня. Новий повноцінний альбом TVXQ «TONE» був випущений 28 вересня. Продажі склали 105 484 в перший день і 205 000 копій до кінця тижня. Альбом посів перше місце в японському чарті Oricon і щоденному, і щотижневому рейтингах. Це перший повноцінний альбом TVXQ, що впевнено займав 1 місце в Oricon за жовтень, з загальною кількістю продажів 285 000 копій. TONE отримав від RIAJ сертифікат платинового через два тижні після випуску альбому в Японії, і побив 11-ти річний рекорд, що зробило TVXQ першими чоловічими іноземними виконавцями, альбом котрих розійшовся кількістю 200 000 копій за перший тиждень появи в Японії (попередній рекорд належав Бон Джові в 2000 році). Згідно підрахункам RIAJ продажі альбому з 1 січня по 30 вересня подолали позначку у 250,000 і TONE став платиновим всього лише через 3 дні після випуску.
TVXQ приєдналися 3 жовтня до більшості корейських топ-співаків на виступі Hallyu Dream Concert 2011 на стадіоні Кьонджу, що був організований самим містом, Міністерство Культури та Туризму Республіки Кореї й Корейської туристичної організації в рамках «Року відвідування Кореї». 6 жовтня концерт транслювався в режимі живого часу на телеканалі Mnet.
Фільми та дарами, в яких знімалися всі п'ять учасників групи:
2005 - Banjun Drama
2006 - Небезпечне кохання
2006 - Канікули
2006 - Побачення на планеті Земля
Фільми та дарами, в яких знімався Сім Чханмін:
2010 - Афіна - богиня війни (запрошений гість, 4 останні епізоди)
2011 - Райське ранчо (головна роль)
2011 - Хай буде Шоу! (Епізодична роль)
2012 - Хапай золото та біжи (роль другого плану)
2014 - Мімі (головна роль)
2015 - Вчений, що гуляє вночі (головна роль)
Фільми та дарами, в яких знімався Чон Юнхо:
2005 - Райдужний роман (запрошений гість)
2009 - Точний пас (головна роль)
2011 - Хай буде Шоу! (Епізодична роль)
2011 - Посейдон (актор другого плану)
2013 - Королева амбіцій (актор другого плану)
2013 - Зроби крок: лови момент (актор другого плану)
2014 - Щоденник нічної варта (головна роль)
Фільми та дарами, в яких знімався Кім Джеджун:
2004 - 38-а паралель (епізодична роль)
2010 - Важко бути чесним (головна роль)
2010 - Небесний листоноша (головна роль)
2011 - Захистити боса (головна роль)
2011 - Небесний листоноша (японське видання) (головна роль)
2012 - Шакал йде (головна роль)
2012 - Доктор Джин: Подорож у часі (роль другого плану)
2014 - Трикутник (головна роль)
Фільми та дарами, в яких знімався Пак Ючхон:
2005 - Райдужний роман (запрошений гість)
2010 - Скандал у Сонгюнгвані (головна роль)
2011 - Міс Ріплі (головна роль)
2012 - Принц, який живе на даху (головна роль)
2012 - Я сумую за тобою (головна роль)
2014 - Три дні (головна роль)
2014 - Морський туман (головна роль)
2015 - Дівчина, яка бачить запахи (головна роль)
Фільми та дарами, в яких знімався Кім Джунсу:
2011 - Запах жінки (епізодична роль, 5-я серія)

## Дискографія

### Альбоми

#### Корейські альбоми
- Tri-angle. Реліз: 13 жовтня 2004
- Christmas Gift from TVXQ (мініальбом). Реліз: 7 грудня 2004
- Rising Sun. Реліз: 12 вересня 2005
- «O»-正.反.合.. Реліз: 29 вересня 2006
- MIROTIC. Реліз: 26 вересня 2008

#### Японські альбоми
- Heart, Mind and Soul. Реліз: 23 квітня 2006
- Five in the Black. Реліз: 14 квітня 2007
- T. Реліз: 23 січня 2008
- ~The Secret Code~. Реліз: 25 березня 2009

### Корейські сингли
| Сингл # | Інформація про сингл | Треклист | Продано копій            |
| ------- | --- | --- | ------------------------ |
| 1       | «Hug» - Реліз: 14 січня, 2004 - Студійний альбом: Tri-angle | 1. Hug 2. My Little Princess 3. Oh Holy Night (Feat. БоА) 4. My Little Princess (Acapella) 5. Hug (Instrumental)                                                                                | 206 835 (Південна Корея) |
| 2       | «The Way U Are» - Реліз: 24 червня, 2004 - Студійний альбом: Tri-angle | 1. The Way U Are 2. Whatever They Say 3. 옹달샘 이야기 1 (Mountain Spring Story 1) 4. 옹달샘 (Mountain Spring) 5. 옹달샘 이야기 2 (Mountain Spring Story 2) 6. Whatever They Say (Instrumental) | 239 807 (Південна Корея) |
| 3       | «Hi Ya Ya 여름날» - Реліз: 23 червня, 2005 - Студійний альбом: — \|align="left" style="font-size: 85 %;"\| 1. Hi Ya Ya 여름날 (Hi Ya Ya Summer Day) 2. 공간 (하늘과 바다사이, Whisper Of..) 3. 너희들 것이니까 (I Wish...) (Because It Belongs to You) 4. 지금처럼 (Piano Version) (Like Now) 5. Hi Ya Ya 여름날 (Hi Ya Ya Summer Day) (Instrumental) 6. 너희들 것이니까 (I Wish…) (Because It Belongs to You) (Instrumental) | 70 000 (Південна Корея) |                          |
| -       | «Show Me Your Love» (DBSK та Super Junior) - Реліз: 15 грудня, 2005 | 1. Show Me Your Love 2. I Wanna Hold You 3. 오늘만은 (I'm Your Man) 4. Show Me Your Love (Instrumental)                                                                                         | 66 048 (Південна Корея)  |
| 4       | «Fighting Spirit of Dong Bang» (Fighting Spirit of the East) Офіційна пісня World Cup Korea 2006 - Реліз: 01 червня, 2006 - Студійний альбом: — \|align="left" style="font-size: 85 %;"\| 1. Fighting Spirit of Dong Bang 동방의 투혼 2. Fighting Spirit of Dong Bang 동방의 투혼 (2 Step Ver.) 3. Fighting Spirit of Dong Bang 동방의 투혼 (Vibe 7 Ver.) 4. Fighting Spirit of Dong Bang 동방의 투혼 (Instrumental)          | 25 524 (Південна Корея) |                          |
| -       | «여행기» Йŏ Хэнъ Ги - Реліз: 19 жовтень, 2007 | 1. 여행기 (Traveling) | N/A                      |

### Японські сингли
| Сингл # | Інформація про сингл | Треклист | Продано копій                                                                      | Примітка |
| ------- | --- | --- | ---------------------------------------------------------------------------------- | --- |
| 1       | « Stay With Me Tonight» - Реліз: 27 квітня, 2005 - Студійний альбом: Heart, Mind and Soul - Oricon Daily Peak: N/A - Oricon Weekly Peak: # 37 - Oricon Monthly Peak: N/A - Oricon Yearly Peak: N/A | CD 1. Stay With Me Tonight 2. Try My Love 3. Stay With Me Tonight (Less Vocal) 4. Try My Love (Less Vocal) DVD 1. Stay With Me Tonight (кліп) | 9 818 (Японія) 28 298 (Південна Корея)                                             | - «Stay With Me Tonight» закриваюча пісня для TV-шоу «[Kusano☆Kid (草野☆キッド)]» |
| 2       | « Somebody To Love» - Реліз: 13 липня, 2005 - Студійний альбом: Heart, Mind and Soul - Oricon Daily Peak: N/A - Oricon Weekly Peak: #14 - Oricon Monthly Peak: N/A - Oricon Yearly Peak: N/A | CD 1. Somebody To Love 2. 言葉はいらない Kotoba Wa Ira Nai 3. Somebody To Love (Acapella) 4. Somebody To Love (Less Vocal) 5. 言葉はいらない Kotoba Wa Ira Nai (Less Vocal) DVD 1. Somebody To Love (кліп) 2. Інтерв'ю | 10 496 (Японія) 24 413 (Південна Корея)                                            | - «Somebody To Love» закриваюча пісня для TV-шоу «[ Ярісугі Ко: дзі: (ヤリすぎコージー)]» |
| 3       | « My Destiny» - Реліз: 2 листопада, 2005 - Студійний альбом: Heart, Mind and Soul - Oricon Daily Peak: N/A - Oricon Weekly Peak: #16 - Oricon Monthly Peak: N/A - Oricon Yearly Peak: N/A | CD 1. My Destiny 2. Eternal 3. My Destiny (Acapella) 4. My Destiny (Less Vocal) 5. Eternal (Less Vocal) DVD 1. My Destiny (кліп) 2. Інтерв'ю | 13 919 (Японія) 23 362 (Південна Корея)                                            | - „My Destiny“ закриваюча пісня для TV-шоу » |
| 4       | «明日は来るから» Asu wa Kuru Kara - Реліз: 8 березня, 2006 - Студійний альбом: Heart, Mind and Soul - Oricon Daily Peak: N/A - Oricon Weekly Peak: #22 - Oricon Monthly Peak: N/A - Oricon Yearly Peak: N/A | CD 1. 明日は来るから 2. The Way U Are -Japanese ver.- 3. 明日は来るから (ヴォーカル&ピアノ ver.) 4. 明日は来るから (Less Vocal) 5. The Way U Are -Japanese ver.-(Less Vocal) DVD 1. 明日は来るから (кліп) 2. Інтерв'ю | 10 816 (Японія) 21 596 (Південна Корея)                                            | - «Asu wa kurukara» 17-та за рахунком закриваюча пісня для аніме One Piece |
| 5       | «Rising Sun / Heart, Mind and Soul» - Реліз: 19 квітня, 2006 - Студійний альбом: Heart, Mind and Soul - Oricon Daily Peak: N/A - Oricon Weekly Peak: #27 - Oricon Monthly Peak: N/A - Oricon Yearly Peak: N/A | CD 1. Rising Sun 2. Heart, Mind and Soul 3. Heart, Mind and Soul (Acapella) 4. Rising Sun (Less Vocal) 5. Heart, Mind and Soul (Less Vocal) DVD 1. Rising Sun (кліп) 2. Інтерв'ю | 7 376 (Японія) 8 311 (Південна Корея)                                              | - «Rising Sun» закриваюча пісня для TV-шоу «[Сімпай-сан]» та «[Ікарі Оядзі 3]» закриваюча пісня (квітень 2006) |
| 6       | «Begin» - Реліз: 21 червня, 2006 - Студійний альбом: Five in the Black - Oricon Daily Peak: N/A - Oricon Weekly Peak: #15 - Oricon Monthly Peak: N/A - Oricon Yearly Peak: N/A | CD 1. Begin 2. High Time 3. Begin (Acapella) 4. Begin (Less Vocal) 5. High Time (Less Vocal) DVD 1. Begin (кліп) 2. Інтерв'ю | 17 283 (Японія) 9 422 (Південна Корея)                                             | - «Begin» вступна пісня для корейського серіалу «Міанхада, Саранъ ханда» («I'm sorry, I love you…») (Японська назва: «[Гомен, айсітеру ごめん、愛してる)]» |
| 7       | «Sky» - Реліз: 16 серпня, 2006 - Студійний альбом: Five in the Black - Oricon Daily Peak: N/A - Oricon Weekly Peak: #6 - Oricon Monthly Peak: N/A - Oricon Yearly Peak: N/A | CD 1. Sky 2. NO PAIN NO GAIN 3. 明日は来るから (2 Future club mix) 4. Sky (Less Vocal) 5. NO PAIN NO GAIN (Less Vocal) DVD 1. Sky (кліп) 2. Off Shot Movie | 26 890 (Японія) 8 341 (Південна Корея)                                             | - Пісня «Sky» використана як музика до реклами «Baskin Robbins 31 Ice Cream» та для реклами «music.jp» |
| 8       | «Miss you /„O“‐正・反・合» - Реліз: 08 листопада, 2006 - Студійний альбом: Five in the Black - Oricon Daily Peak: N/A - Oricon Weekly Peak: #3 - Oricon Monthly Peak: #22 - Oricon Yearly Peak: N/A | CD 1. miss you 2. «O»‐正.反.合. 3. Sky (TVP UTA'S MIX) 4. miss you (Less Vocal) 5. «O»‐正.反.合. (Less Vocal) DVD 1. miss you (кліп) 2. Off Shot Movie | 29 226 (Японія) 11 645 (Південна Корея)                                            | - Пісня «Miss you» використовувалася у рекламі «music.jp» - «'O' — Sei.Han.Gou» закриваюча пісня для TV-шоу «[Сасуке маніа (サスケマニア)]» |
| 9       | «Step By Step» - Реліз: 24 січня, 2007 - Студійний альбом: Five in the Black - Oricon Daily Peak: N/A - Oricon Weekly Peak: #7 - Oricon Monthly Peak: #17 - Oricon Yearly Peak: N/A | CD 1. Step By Step 2. PROUD 3. PROUD (Acappella) 4. Step By Step (Less Vocal) 5. PROUD (Less Vocal) DVD 1. Step by Step (кліп) 2. Off Shot Movie | 29 144 (Японія) 13 468 (Південна Корея)                                            | - «Step by Step» головна пісня для [Кадзокудзендзай (家族善哉)] - «PROUD» закриваюча пісня для корейського серіалу «Lovers in Prague (Пирахеий Йŏнін)» (Японська назва: [Пураха но Коібіто プラハの恋人]) |
| 10      | «Choosey Lover» - Реліз 7 березня, 2007 - Студійний альбом: Five in the Black - Oricon Daily Peak: N/A - Oricon Weekly Peak: #9 - Oricon Monthly Peak: #24 - Oricon Yearly Peak: N/A - 21,817 копій продано за перший тиждень                                                                                            | 1. Choosey Lover 2. Choosey Lover -R.Yamaki's Groove Mix- 3. Choosey Lover (Less Vocal) | 28 116 (Японія) 9 354 (Південна Корея)                                             | - «Choosey Lover» вступна пісня для серіалу [Xenos Xenos] |
| 11      | «Lovin' You» - Реліз: 13 червня, 2007 - Студійний альбом: T - Oricon Daily Peak: #2 - Oricon Weekly Peak: #2 - Oricon Monthly Peak: #16 - Oricon Yearly Peak: N/A - 37,515 копій продано за перший тиждень | CD 1. Lovin' You 2. 五線紙 (Го Сенсі) 3. 約束 extra NSB mix (Yakusoku extra) 4. Lovin' You (Less Vocal) 5. 五線紙 (Го Сенсі) (Less Vocal) DVD 1. Lovin' You (кліп) 2. Offshot Movie | 49 495 (Японія) 10 714 (Південна Корея)                                            | - «Lovin' You» закриваюча пісня для програми [ (2時っチャオ)] і використана в рекламі mu-mo (ミュゥモ) shop TV |
| 12      | «SUMMER ~Summer Dream/Song for you/Love in the Ice~» - Реліз: 1 серпня, 2007 - Студійний альбом: T - Oricon Daily Peak: #1 - Oricon Weekly Peak: #2 - Oricon Monthly Peak: #2 - Oricon Yearly Peak: #64 - Статус: Золотий диск (RIAJ) - 22,804 копій продано за перший день.                                             | CD 1. Summer Dream 2. Song for you 3. Love in the Ice 4. Summer Dream (Less Vocal) 5. HUG (Acappella) 6. Song for you (Less Vocal) 7. Love in the Ice (Less Vocal) DVD 1. Summer Dream (кліп) 2. Off Shot Movie | 124 829 (Японія) 16 536 (Південна Корея)                                           | - «Summer Dream» використана в рекламах «[ Baskin Robbins 31 Ice Cream]», «[ BEACH HOUSE @ sea zoo]» CM, mu-mo (ミュゥモ) shop TV, і в рекламі music.jp TV - «Song for You» використана в рекламі «AEON Shop (イオンの夏ギフト) [Архівовано 28 серпня 2008 у Wayback Machine.]» - «Love in the Ice» закриваюча пісня для корейського серіалу «[ Snow Queen (雪の女王)]» |
| 13      | «SHINE / Ride On» - Реліз: 19 вересня, 2007 - Студійний альбом: T - Oricon Daily Peak: #2 - Oricon Weekly Peak: #2 - Oricon Monthly Peak: #12 - Oricon Yearly Peak: N/A | CD 1. SHINE 2. Ride On 3. Lovin' you -Haru's"deep water"mix- 4. SHINE (Less Vocal) 5. Ride On (Less Vocal) DVD 1. SHINE (кліп) 2. Off Shot Movie | 41 978 (Японія) 12 355 (Південна Корея)                                            | - «SHINE» вступна пісня для MBS/TBS net драми «[ Obanzai]» |
| 14      | «Forever Love» - Реліз: 14 листопада, 2007 - Студійний альбом: T - Oricon Daily Peak: #3 - Oricon Weekly Peak: #4 - Oricon Monthly Peak: #15 - Oricon Yearly Peak: N/A | CD 1. Forever Love 2. Day Moon ～ハルダル～ 3. Forever Love (Acappella) 4. Forever Love (Less Vocal) 5. Day Moon ～ハルダル～ (Less Vocal) DVD 1. Forever Love (кліп) 2. Off Shot Movie | 50 781 (Японія) 9 494 (Південна Корея)                                             | - „Forever Love“ використана в рекламі „[ VERITE]“ - „Day Moon / Harudaru“ початкова пісня для корейського серіалу [ Air City (エア・シティ)]» (він був показаний в обох країнах, існує 2 офіційних DVD-диска з музичним відео до серіалу двома мовами — корейською та японською)                                                                                       |
| 15      | «Together» - Реліз: 19 грудня, 2007 - Студійний альбом: T - Oricon Daily Peak: #2 - Oricon Weekly Peak: #3 - Oricon Monthly Peak: #19 - Oricon Yearly Peak: #181 | CD 1. Together 2. Together -Kids Chorus ver.- 3. Forever Love -Bell'n'Snow Edit- 4. Together -Less Vocal- DVD 1. Together (кліп) 2. Off Shot Movie | 39 595 (Японія) 6 235 (Південна Корея)                                             | - «Together» початкова пісня для анімаційного фільму «[ シナモン (Cinnamon) the Movie ]» |
| 16      | «Purple Line» - Реліз: 16 січня, 2008 - Студійний альбом: T - Oricon Daily Peak: #1 - Oricon Weekly Peak: #1 - Oricon Monthly Peak: #4 - Oricon Yearly Peak: #150 - 28,892 копій продано за перший день | CD 1. Purple Line 2. DEAD END — STY Gin n' Tonic mix — # ZION — Zero G Remix — # Purple Line (Less Vocal) 3. DEAD END — STY Gin n' Tonic mix — (Less Vocal) - CD ONLY Korean Version 1. Purple Line (Korean Version) DVD 1. Asia Tour Bangkok Show Off Shot Movie 2. Asia Tour Bangkok Show SPECIAL Off Shot Movie | 47 303 (Японія) 18 869 (Південна Корея)                                            | - «Purple Line» використана в рекламі «[Chevrolet MW]» TV |
| 17      | «Two hearts / WILD SOUL (CHANGMIN from 東方神起)» - Реліз: 6 лютого, 2008 - Студійний альбом: — * Oricon Daily Peak: #10 - Oricon Weekly Peak: #13 - Oricon Monthly Peak: N/A - Oricon Yearly Peak: #323 | CD 1. Two hearts 2. WILD SOUL (Чханмін from DBSK) 3. Two hearts (Less Vocal) 4. WILD SOUL (Less Vocal)(Чханмін from DBSK) | 23 046 (Японія) 10 523 (Південна Корея)                                            | - TRICK версія #1 |
| 18      | «Runaway / My Girlfriend (YUCHUN from 東方神起)» - Реліз: 13 лютого, 2008 - Студійний альбом: — * Oricon Daily Peak: #4 - Oricon Weekly Peak: #8 - Oricon Monthly Peak: N/A - Oricon Yearly Peak: #282 | CD 1. Runaway 2. My Girlfriend (Ючхон from DBSK) 3. Runaway (Less Vocal) 4. My Girlfriend (Less Vocal)(Ючхон from DBSK) | 26 070 (Японія) 11 266 (Південна Корея)                                            | - TRICK версія #2 |
| 19      | «If…!? / Rainy Night (JUNSU from 東方神起)» - Реліз: 27 лютого, 2008 - Студійний альбом: — * Oricon Daily Peak: #5 - Oricon Weekly Peak: #12 - Oricon Monthly Peak: #30 - Oricon Yearly Peak: #286 | CD 1. If…!? 2. Rainy Night (Xiah Junsu from DBSK) 3. If…!? (Less Vocal) 4. Rainy Night (Less Vocal)(Xiah Junsu from DBSK) | 25 438 (Японія) 13 518 (Південна Корея)                                            | - TRICK версія #3 |
| 20t     | «Close to you / Crazy Life (YUNHO from 東方神起)» - Реліз: 5 березня, 2008 - Студійний альбом: — * Oricon Daily Peak: #3 - Oricon Weekly Peak: #9 - Oricon Monthly Peak: N/A - Oricon Yearly Peak: #351 | CD 1. Close to you 2. Crazy Life (U-Know Yunho from DBSK) 3. Close to you (Less Vocal) 4. Crazy Life (Less Vocal) (U-Know Yunho from DBSK) | 20 379 (Японія) 11 939 (Південна Корея)                                            | - TRICK версія #4 |
| 21      | «Keyword / Maze (JEJUNG from 東方神起)» - Реліз: 12 березня, 2008 - Студійний альбом: — * Oricon Daily Peak: #5 - Oricon Weekly Peak: #7 - Oricon Monthly Peak: #28 - Oricon Yearly Peak: #275 | CD 1. Keyword 2. MAZE (Hero JaeJoong from DBSK) 3. Keyword (Less Vocal) 4. MAZE (Less Vocal)(Hero JaeJoong from DBSK) | 26,675 (Японія) 12,582 (Південна Корея)                                            | - TRICK версія #5 |
| 22      | «Beautiful You / 千年恋歌» - Реліз 23 квітня, 2008 - Студійний альбом: — * Oricon Daily Peak: #1 - Oricon Weekly Peak: #1 - Oricon Monthly Peak: #6 - Oricon Yearly Peak: #73 - 36,990 копій продано за перший день - Статус: Золотий диск (RIAJ)                                                                        | CD+DVD A 1. Beautiful You 2. 千年恋歌 3. Beautiful You (Less Vocal) 4. 千年恋うた (Less Vocal) CD B 1. Beautiful You 2. 千年恋歌 3. CLAP! -SOUL of SOUL remix- 4. Beautiful You (Less Vocal) 5. 千年恋うた (Less Vocal) CD+DVD C 1. Beautiful You 2. 千年恋歌 3. 千年恋歌 -Korean ver.- (천년연가) 4. 千年恋歌（Japanese karaoke） 5. 千年恋歌（Korean karaoke） 6. Beautiful You (Less Vocal) 7. 千年恋歌 (Less Vocal) DVD 1. Beautiful You (клип) 2. Off Shot Movie(*) 3. 千年恋うた (клип)(**) 4. ТВ-заставка для корейського серіалу «[The_Legend The Legend]» (**) - (*) тільки в версії CD+DVD A - (**)тільки в версії CD+DVD C | 121 128 (Японія) (в чартах по цей час) 9 831 (Південна Корея)                      | - «千年恋歌» вступна пісня для корейського серіалу «[ The Legend (太王四神記)]» (його показали в двох країнах, існує 2 офіційних диска з музичним відео до серіалу двома мовами — корейською і японською) |
| 23      | «Doshite Kimi o Suki ni Natte Shimattandaro?/ どうして君を好きになってしまったんだろう？» - Реліз: 16 липня, 2008 - Студійний альбом: — * Oricon daily peak: #1 - Oricon top 200 weekly peak: #1 - Oricon monthly peak: #8 - Oricon Yearly Peak: #78 - 53,669 копій продано за перший день - Статус: Золотий диск (RIAJ) | CD 1. どうして君を好きになってしまったんだろう？ 2. Box in the ship 3. どうして君を好きになってしまったんだろう？ (アカペラ ver.) <тільки у CD версії> 4. どうして君を好きになってしまったんだろう？ (Less Vocal) 5. Box in the ship (Less Vocal) DVD 1. どうして君を好きになってしまったんだろう？(кліп) 2. Off Shot Movie（※初回限定盤のみ収録） | 119 667 (Японія) (в чартах по цей час) 10 473 (Південна Корея)                     | - пісня «Box in the Ship» використовувалась Universal Studios Japan's в проекті «Hollywood Dream the Ride» |
| 24      | «呪文 －MIROTIC－» - Реліз: 15 жовтня, 2008 - Студійний альбом: MIROTIC - Oricon daily peak: #1 - Oricon top 200 weekly peak: #1 - Oricon monthly peak: 7 - Oricon Yearly Peak: #91 - 53,543 копій продано за перший день - Статус: Золотий диск (RIAJ)                                                                  | CD 1. 呪文 －MIROTIC－ 2. どうして君を好きになってしまったんだろう？－THE LEVEL remix－ <тільки CD версія> 3. 呪文 －MIROTIC－(Less Vocal) DVD 1. 呪文 －MIROTIC－ (кліп) 2. Off Shot Movie | 91 270 (Японія) (в чартах по цей час)                                              | - Трек з четвертого корейського альбому гурту; єдиний, який представлений в Японії. |
| 25      | «Bolero / Kiss the Baby Sky / Wasurenaide» - Реліз: 21 січня, 2009 - Студійний альбом: ~The Secret Code~ - Oricon Daily Peak: #1 - Oricon Weekly Peak: #1 - Oricon Monthly Peak: #4 - Oricon Yearly Peak: N/A - Статус: Золотий диск (RIAJ)                                                                              | CD 1. Bolero 2. Kiss the Baby Sky 3. 忘れないで 4. Doush!te NEW REMIX (CD Version Only) 5. Bolero(less vocal) 6. Kiss The Baby Sky (less vocal) 7. 忘れないで(less vocal) DVD 1. Bolero (кліп) 2. Off Shot Movie | 110 717 (Японія) (в чартах по цей час) 20 000+ (Південна Корея) (в чартах досі)    | - «Kiss the Baby Sky» — Міккі Ючхон композитор і автор слів. - «Bolero» головна пісня до фільму «[ Субару (昴)]» - «忘れないで» — написана Хіро Джеджуном і є офіційною музичною темою для реклами Menard Cosmetic Series's CM. |
| 26      | «Survivor» - Реліз: 11 березня, 2009 - Студійний альбом: ~The Secret Code~ - Oricon Daily Peak: #1 - Oricon Weekly Peak: #1 - Oricon Monthly Peak: #4 - Oricon Yearly Peak: N/A - Статус: Золотий диск (RIAJ) | CD 1. Survivor 2. Take Your Hands 3. Survivor ~Seven Seas Premium~ (remix)(CD version only) 4. Survivor (Less Vocal) 5. Take Your Hands (Less Vocal) DVD 1. Survivor (Video Clip) 2. Off Shot Movie | 89 001 (Японія) (в чартах по цей час) 4 913 (Південна Корея) (в чартах по цей час) | - Передрелізовий сингл четвертого японського альбому ~The Secret Code~. |
| 27      | «Share The World / We Are!» - Реліз: 8 квітня, 2009 - Студійний альбом: ? - Oricon Daily Peak: #1 - Oricon Weekly Peak: #1 - Oricon Monthly Peak: ? - Oricon Yearly Peak: ? - Статус: Золотий диск (RIAJ) | CD + DVD A CD： 1. Share The World 2. ウィーアー！ [フジテレビ系アニメ「ONE PIECE」オープニングテーマ（現在放送中）] 3. 明日は来るから ※ボーナス・トラック [フジテレビ系アニメ「ONE PIECE」エンディングテーマ（2006年）] 4. Share The World（Less Vocal） 5. ウィーアー！（Less Vocal） DVD 1. Share The World (Video Clip) CD B 1. Share The World 2. ウィーアー！ [フジテレビ系アニメ「ONE PIECE」オープニングテーマ（現在放送中）] 3. 明日は来るから ※ボーナス・トラック [フジテレビ系アニメ「ONE PIECE」エンディングテーマ（2006年）] 4. Share The World（Less Vocal） 5. ウィーアー！（Less Vocal） 6. 楽曲未定（remix）         | 98 033 (Японія) (в чартах по цей час) ? (Південна Корея)                           | - «Share the World» 11-та за рахунком вступна пісня аніме One Piece - «ウィーアー» 10-та за рахунком вступна пісня аніме One Piece (перезапис старої версії, що була першим опенінгом серіалу) - «明日は来るから» 17-та за рахунком закриваюча пісня для аніме One Piece.                                                                                               |